# 文种
文种（？—前472年），又作文仲，一名會，字子禽，楚国郢（今湖北省江陵北）人，春秋末期著名的谋略家，後輔佐越國打敗吳王夫差，功高震主，遭越王勾践賜死。

## 生平

### 投越滅吳
在楚平王時曾任宛縣令，後投奔越王勾践，作為谋臣。前494年，越国在夫椒之战中败于吴国。勾践被困于会稽山，文種献策向吴国求和，愿为臣属，以保存越国社稷。文種出使吴国，贿赂伯嚭，吴越达成议和。勾践带着妻儿和范蠡去吴国为质，文種留守主持政务。越王勾践回国后，文種、范蠡辅佐勾践励精图治。文種为勾践灭吴制定了稱為“伐吳七術”的七种方案，和范蠡一起为勾践復國立下赫赫功劳。前472年，灭吴后，自觉功高，不听从范蠡劝告隱居，继续留在朝中。协助勾践参加徐州会盟，称霸江淮。

### 鳥盡弓藏
范蠡隱退後，不忍文种遭毒手，自齊國發書給文種，要他離開：「蜚（飛）鳥盡，良弓藏；狡兔死，走狗烹。越王為人長頸鳥喙，可與共患難，不可與共樂。子何不去？」。文種讀畢便稱病不朝，但卻為人誣陷有謀反之心，勾踐便賜剑給文種說：「子教寡人伐吳七術，寡人用其三而敗吳，其四在子，子為我從先王試之。」文種自知為勾踐所不容，自刎而死。後人以成語鳥盡弓藏概括其下場。

## 後世紀念
現時位於浙江省绍兴市的府山公園越王殿中有刻石像，府山望海亭東側有文种墓。

## 相關文學作品
石人【第一美人】（西施的故事）＜歷史小說＞